# Municipio de Antioch (condado de Wilkes)
El municipio de Antioch (en inglés: Antioch Township) es un municipio ubicado en el  condado de Wilkes en el estado estadounidense de Carolina del Norte. En el año 2010 tenía una población de 1.103 habitantes.

## Geografía
El municipio de Antioch se encuentra ubicado en las coordenadas 36°9′10.48″N 81°1′8.28″O / 36.1529111, -81.0189667.